# Борьба за Барановичи (1915)
Борьба за Барановичи (нем. Die Kämpfe bei Baranowicze) — одно из сражений на Восточном фронте во время Первой мировой войны. Попытка войск 3-й армии Западного фронта отбить важный железнодорожный узел Барановичи, ранее захваченный германской армией, предпринятая 20-22 октября 1915 года.

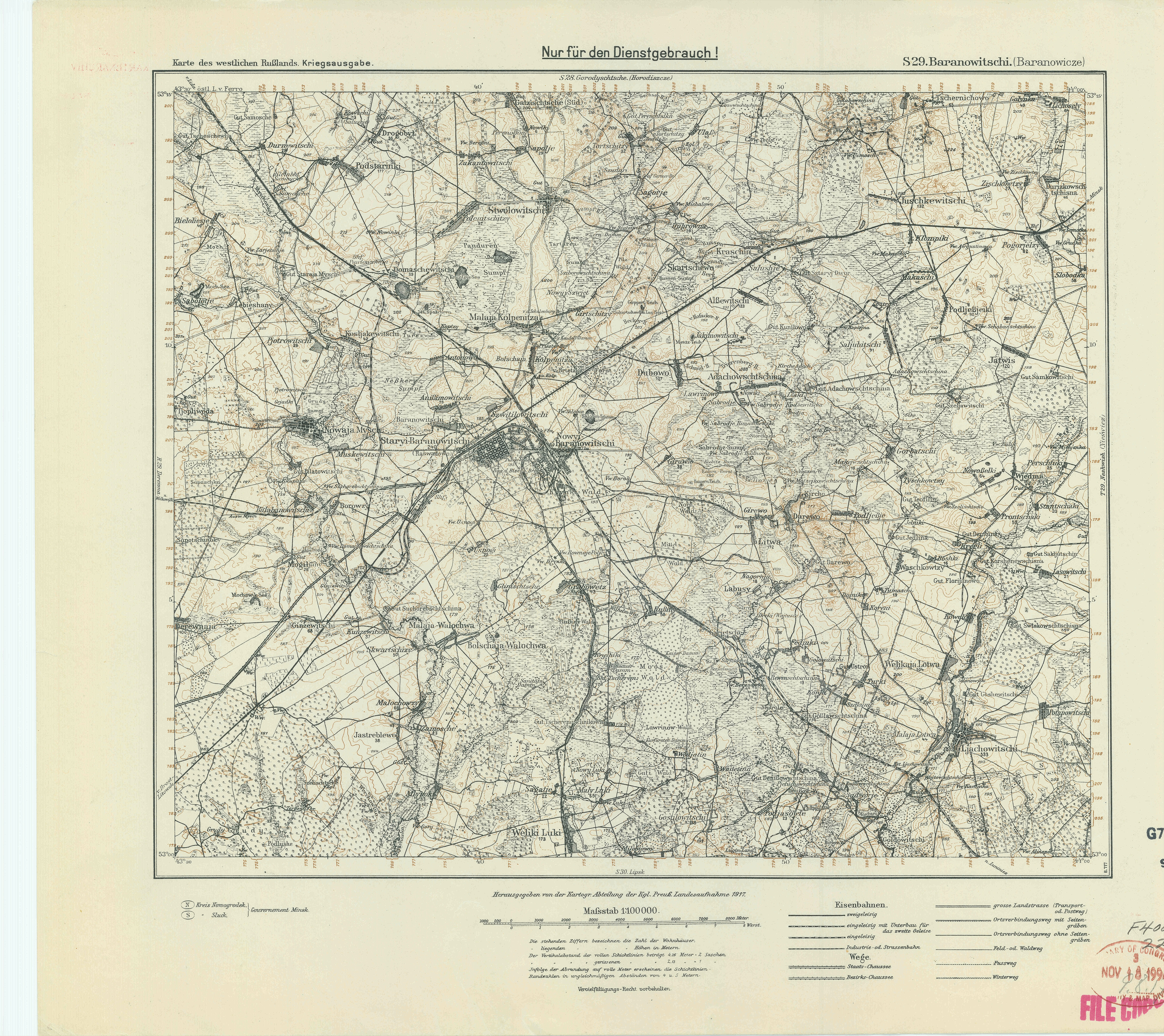
Район боёв на германской карте 1917 г.

## Военно-стратегическая ситуация
В сентябре 1915 года германским войскам удалось захватить важный железнодорожный узел Барановичи. Владея им, немцы могли на Восточном фронте перебрасывать резервы от Двинска до Ковеля. Российская Ставка понимала значения владения Барановичами, и Западному фронту ставилась задача отбить город и ж/д узел. Напротив этого важного стратегического пункта располагались внутренние фланги 4-й и 3-й русских армий (Гренадерский, 9-й, 10-й и 24-й армейские корпуса). С немецкой стороны фронт у Баранович удерживала армия Войрша (Бескидский корпус, 12-й австро-венгерский корпус, Ландверский корпус, дивизия Бредова, 119-я пехотная дивизия). В течение октября русские почти ежедневно пытались переправиться через Щару небольшими силами, и им также удавалось то здесь, то там проникать на позиции 12-го корпуса. Однако после непродолжительных боёв русские разведывательные подразделения всегда отступали за реку.

## Ход боёв
Утром 20 октября после интенсивного артиллерийского обстрела последовало мощное наступление русских на Барановичи. Атакуя плотными волнами, войска 10-го армейского корпуса овладели первыми позициями 35-й пехотной дивизии в районе деревни Литва, а также проникли на вторые позиции. Попытка ликвидировать прорыв силами дивизионной кавалерии потерпела неудачу. Немецкий ландверский полк, прибывший на поле боя во второй половине дня, сумел отбить только резервные позиции 35-й пехотной дивизии. Ночью произошло еще одно вторжение русских в ослабленный фронт 35-й пехотной дивизии.
Рано утром 21 октября подкрепления (немецкая 119-я пехотная дивизия, два батальона 16-й австро-венгерской дивизии и два батальона Бескидского корпуса) вместе с остаткам 35-й пехотной дивизии, после сильного артиллерийского огня начали концентрическое контрнаступление на Литву, которое оказалась успешным. Там русские войска в течение нескольких часов были отброшены с утраченных позиций 35-й пехотной дивизии; союзники взяли в плен более 1600 человек.
Командование 3-й армией ответило наступлением южнее. Части 24-го армейского корпуса атаковали вдоль большой дороги Слуцк-Кобрин, где располагались 31-й и 64-й полки, сформированные из румын, и прорвали фронт 16-й пехотной дивизии Шарицера. Остатки 64-го полка бежали с позиций на Щаре на запад, в лес. Широкую брешь на фронте не смогла закрыть прибывшая на место дивизионная кавалерия. В это же время 3-й Кавказский корпус нанёс короткий удар по фронту Бескидского корпуса. 
К полудню ситуация становилась все более критической. Подразделения 16-й пехотной дивизии, отброшенные на запад вдоль дороги Слуцк-Кобрин, вновь подверглись атакам русских. Шарицер срочно запросил подкреплений. 
Прибывшие подкрепления контратаковали днём вдоль дороги Кобрин-Слуцк, в то время как резервы Бескидского корпуса, который удерживал позиции, окружили русский клин наступления с юга. Лишь к вечеру благодаря контратакам удалось остановить наступление. Войрш приказал продолжить контратаки 22 октября. Днём русские части отступили через Щару на исходные позиции. Это восстановило ситуацию. 
Несмотря на восстановление линии фронта, за два дня ожесточенных боев 22-тысячный австрийский 12-й корпус потерял более 7500 человек. Значительная часть из них была среди пропавших без вести солдат 31-го, 50-го и 64-го полков, которые не оказали существенного сопротивления противнику.